# Šmarjeta pri Celju
Šmarjeta pri Celju je naselje u slovenskoj Općini Celju. Šmarjeta pri Celju se nalazi u pokrajini Štajerskoj i statističkoj regiji Savinjskoj. 

## Stanovništvo
Prema popisu stanovništva iz 2002. godine naselje je imalo 196 stanovnika.